# Ga Nopparat MRT

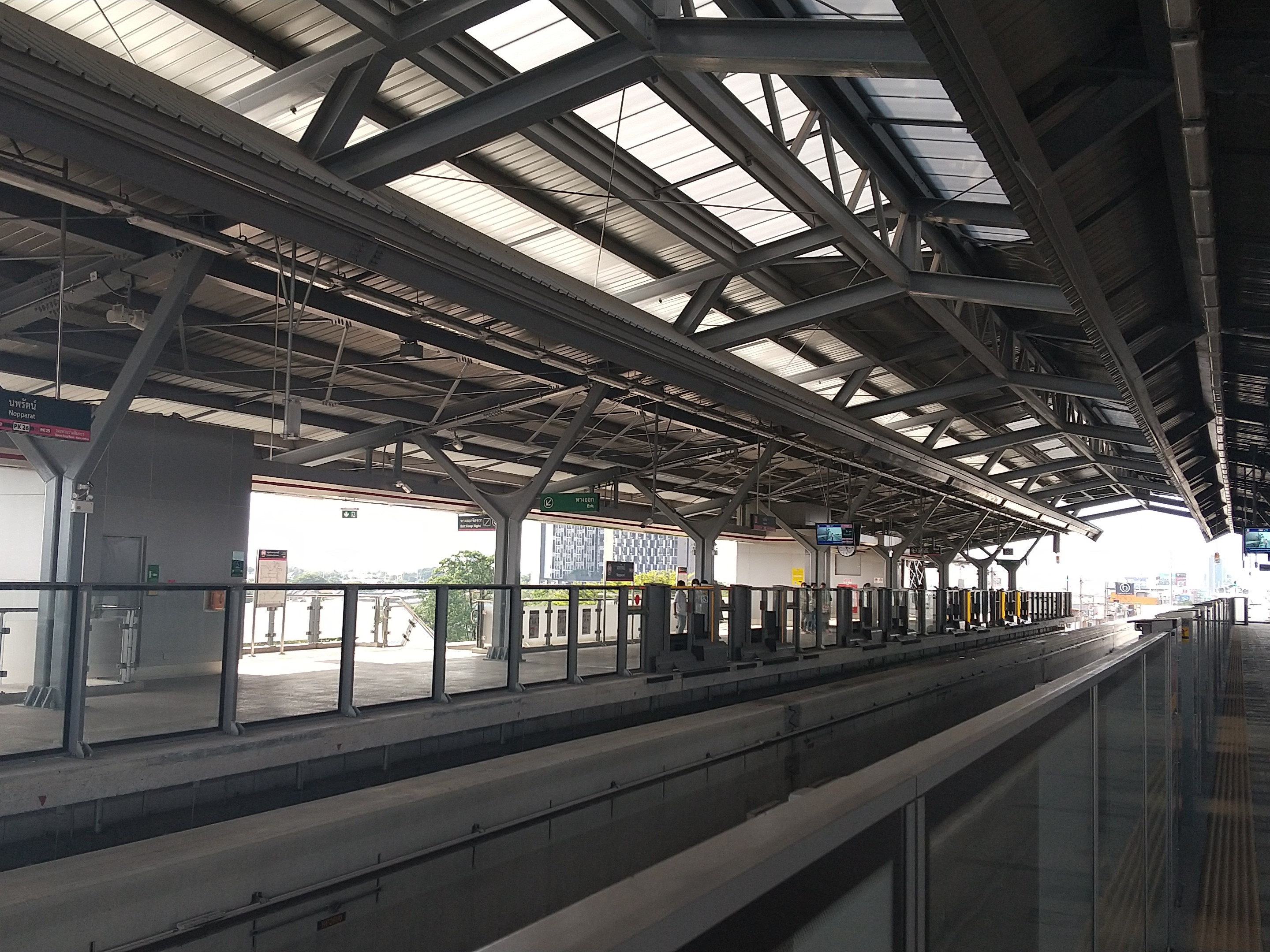
Ke ga

Ga Nopparat (tiếng Thái: สถานีนพรัตน์) là một ga Bangkok MRT trên Tuyến Hồng. Nhà ga nằm trên Đường Ram Inthra, gần Bệnh viện Nopparat Rajathanee tại Khan Na Yao, Bangkok. Nhà ga có bốn lối thoát. Nó được mở cửa ngày 21 tháng 11 năm 2023 như một phần chạy thử nghiệm trên toàn tuyến Hồng.